# Ride It
Ride It – pierwszy singiel wydany z drugiego albumu My Own Way, brytyjskiego wokalisty Jaya Seana. Wydany został 21 stycznia 2008 roku w Wielkiej Brytanii, lecz początkowo miał ujrzeć światło dzienne w grudniu 2007 roku. Singiel dostał certyfikat platyny w Rumunii (20 000), a w Wielkiej Brytanii sprzedał się w 88 250 egzemplarzy.

## Teledysk
Akcja teledysku rozgrywa się w klubie nocnym "Mo Vida" w Londynie. 28 września 2007 teledysk był dostępny w telefonach z 3G, a 9 października oficjalnie klip był dostępny w internecie na stronie 2Point9 Records.

## Formaty i lista utworów
CD1:
1. "Ride It" [Radio Edit] 3:09
2. "Just a Friend" 3:03

CD2:
1. "Ride It" [Radio Edit] 3:32
2. "Ride It" [Desi Remix] 4:48
3. "Ride It" [Sunship Remix] 5:51
4. "Ride It" [Ishi Remix] 3:26
5. "Ride It" [Video plus extras] 3:26

## Notowanie
| Kraj                               | Najwyższa pozycja |
| ---------------------------------- | ----------------- |
| Wielka Brytania                    | 11                |
| Wielka Brytania Download           | 13                |
| Rumunia                            | 1                 |
| Rosja Airplay                      | 4                 |
| Polska                             | 3                 |
| Portugalia                         | 6                 |
| Bułgaria                           | 23                |
| Turcja                             | 1                 |
| Europa                             | 26                |
| Billboard European Hot 100 Singles | 41                |
| Billboard Euro Digital Tracks      | 17                |
| Billboard Euro Digital Songs       | 18                |